# 古田直弥
古田 直弥（ふるた なおや、1908年6月27日 - 没年不詳）は、日本の実業家、帝国ホテル支配人、同常務取締役。

## 人物・経歴
東京出身。立教大学を卒業後、帝国ホテルに入社。
同ホテル支配人を務めたのち、1965年（昭和40年）、同社常任監査役に就任。
1968年（昭和43年）、同社常務取締役に就任。
1970年（昭和45年）、同社常務取締役を退任。

## 著作
- 『建築界 －ホテルマンに聞く－ 今日のホテル』伊藤喜三郎,金谷鮮治,片岡豊,古田直弥,桜井省吾,芦原義信,船橋明 理工図書 1960年6月